# Leptobatopsis mesominiata
Leptobatopsis mesominiata är en stekelart som beskrevs av Dali Chandra 1976. Leptobatopsis mesominiata ingår i släktet Leptobatopsis och familjen brokparasitsteklar. Inga underarter finns listade i Catalogue of Life.